# Imielin
Imielin (udtale: [iˈmʲɛlʲin]; tysk: Immenau O.S.)  er en by i den sydøstlige  del af  voivodskabet Schlesien i  det sydlige Polen. Byen   har 9.313(2021) indbyggere og et areal på 28 km², og er administrationsby i powiatet Bieruń-Lędziny i det Schlesiske højland. 

## Historie
Den tidligste omtale af Imielin  stammer fra 1386. På det tidspunkt var det en del af Hertugdømmet Racibórz (Ratibor), hvis østlige grænse var markeret af floden Przemsza. Imielin var ligesom nabolandsbyerne Kosztowy og Chełm Śląski  isoleret fra resten af hertugdømmet af den tætte skov, som var et kendetegn ved området, dannet omkring  Kłodnicas  og Mleczna-flodernes udspring. Af denne grund gav hertugen af Opava-Ratibor i 1391 denne østlige del af sine lande til biskoppen af Kraków. Fra da og frem til 1742 var disse landsbyer ikke længere en del af  Schlesien, kontrollen over dem blev i stedet udøvet af biskopperne i Kraków.
Efter Frederik den Stores annektering af Schlesien til Preussen af  blev suveræniteten over landsbyerne fjernet fra biskopperne i Kraków i 1772, og i 1796 administrativ kontrol og ejerskab af området blev også overført til den preussiske krone.